# Калиниченко, Виталий Леонидович
Виталий Леонидович Калиниченко (укр. Віталій Леонідович Калініченко; 29 марта 1983) — украинский футболист, защитник.

## Биография
Профессиональную карьеру начал в донецком «Металлурге-2». После играл за «Явор» (Краснополье), «Шахтёр» (Свердловск), «Химик» (Красноперекопск), «Сталь» (Днепродзержинск). Зимой 2008 года перешёл в «Феникс-Ильичёвец» из села Калинино. Из-за финансовых проблем клуба покинул команду в начале 2009 года.
В январе 2009 года побывал на просмотре в симферопольской «Таврии», но перешёл в ужгородское «Закарпатье». В сезоне 2008/09 помог выйти «Закарпатью» в Премьер-лигу. Единственный в карьере матч в Премьер-лиге сыграл 2 августа 2009 года против донецкого «Металлурга» (1:4). В сентябре 2009 года досрочно покинул команду. Затем выступал за «Севастополь», «Гелиос», «Тирасполь» и армянский «Титан».

## Достижения
- Победитель Первой лиги Украины (1): 2008/09
- Бронзовый призёр группы «В» Второй лиги Украины (1): 2001/02